# Arthroleptidae
Arthroleptidae là một họ động vật lưỡng cư trong bộ Anura. Họ này có 153 loài sinh sống trong khu vực hạ Sahara. Họ này bao gồm ếch cây châu Phi trong chi Leptopelis cùng các loài ếch sinh sản trên mựt đất của chi Arthroleptis và một vài chi chỉ phân bố hạn hẹp trong các khu rừng Guinea ở trung và tây châu Phi, như ếch lông (Trichobatrachus).

## Phân loại học
Họ này về phát sinh chủng loài là nhóm chị em của ếch nhái lau sậy trong họ Hyperoliidae, cùng nhau chúng lập thành nhóm gọi là Laurentobatrachia, một tên gọi để vinh danh nhà bò sát học người Bỉ là Raymond Laurent vì công trình của ông về ếch nhái châu Phi. Nhóm này lồng bên trong Afrobatrachia, một dòng dõi cổ xưa đặc hữu châu Phi, bao gồm cả Brevicipitidae và Hemisotidae. Họ Arthroleptidae được tách ra, dựa trên các phân tích phát sinh chủng loài, thành 3 phân họ phân kỳ sâu và khác nhau là Arthroleptinae, Astylosterninae và Leptopelinae. Một số tác giả coi chúng là các họ tách biệt, trong khi một số tác giả khác lại không công nhận bất kỳ phân họ nào, cụ thể là do tính không chắc chắn trong vị trí phát sinh chủng loài của Leptopelis và Scotobleps.
Ba phân họ bao gồm các chi sau:
| Phân họ                     | Số loài | Tên gọi thông thường | Tên khoa học                    |
| --------------------------- | ------- | -------------------- | ------------------------------- |
| Arthroleptinae Mivart, 1869 | 50      | Ếch kêu thét         | Arthroleptis Smith, 1849        |
| Arthroleptinae Mivart, 1869 | 19      | Ếch ngón dài         | Cardioglossa Boulenger, 1900    |
| Astylosterninae Noble, 1927 | 12      | Ếch đêm              | Astylosternus Werner, 1898      |
| Astylosterninae Noble, 1927 | 15      | Ếch trứng            | Leptodactylodon Andersson, 1903 |
| Astylosterninae Noble, 1927 | 1       | Ếch đêm phương nam   | Nyctibates Boulenger, 1904      |
| Astylosterninae Noble, 1927 | 1       | Ếch rừng Gabon       | Scotobleps Boulenger, 1900      |
| Astylosterninae Noble, 1927 | 1       | Ếch lông             | Trichobatrachus Boulenger, 1900 |
| Leptopelinae Laurent, 1972  | 54      | Ếch cây rừng         | Leptopelis Günther, 1859        |

## Hình ảnh

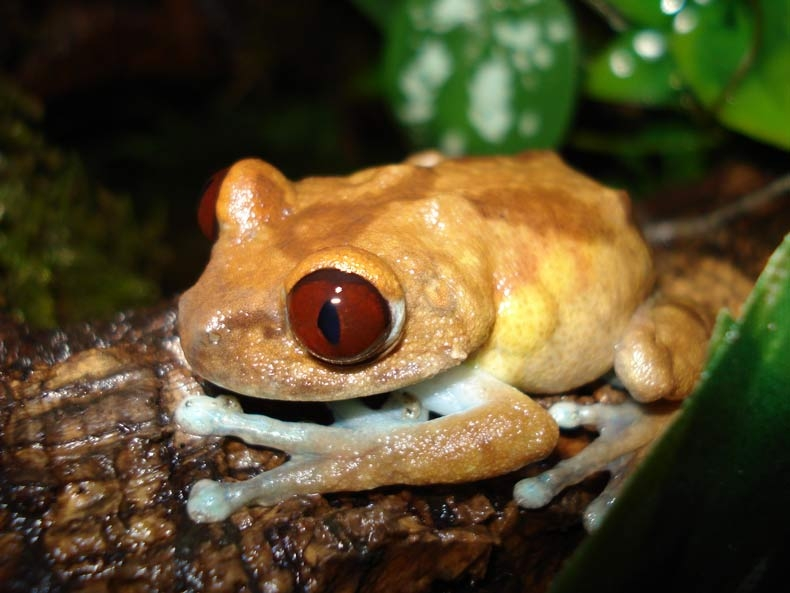
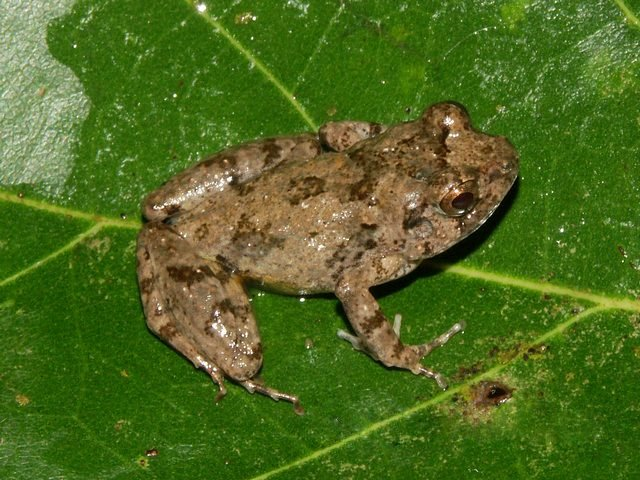
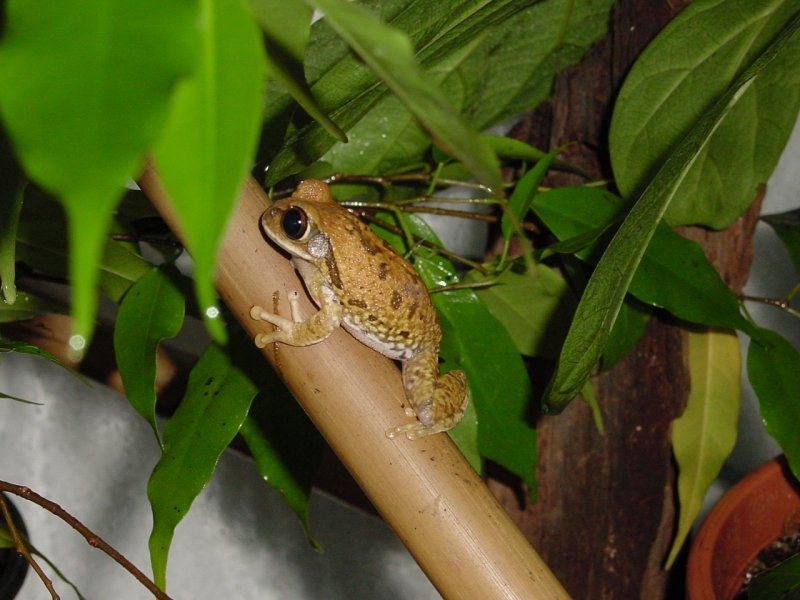
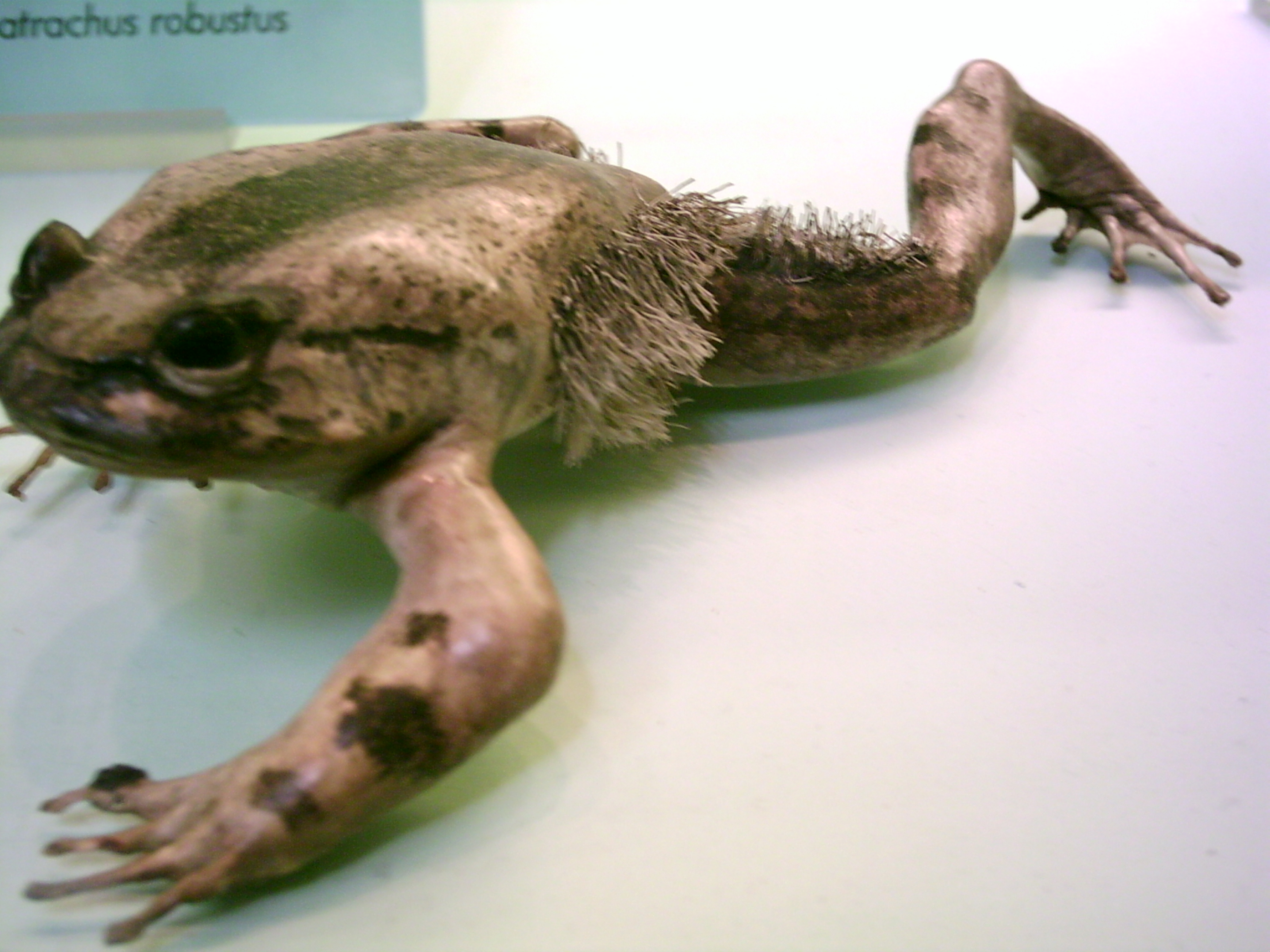